# مهدی‌آباد (گنبد کاووس)
 مهدی‌آباد، روستایی است از توابع بخش مرکزی شهرستان گنبد کاووس در استان گلستان ایران.
همه کشاورز در زمینه برنج کاری فصل تابستان و محصولات دیمی فصل زمستان 

## جمعیت
این روستا در دهستان باغلی ماراما قرار داشته و براساس سرشماری سال ۱۳۸۵جمعیت آن ۷۰۰نفر (۱۴۲خانوار) بوده است.